# Zabary (obwód mikołajowski)
Zabary (ukr. Забари) – wieś na Ukrainie, w obwodzie mikołajowskim, w rejonie wozniesieńskim, w hromadzie Domaniwka. W 2001 liczyła 257 mieszkańców, spośród których 243 wskazało jako ojczysty język ukraiński, 3 rosyjski, a 11 mołdawski.